# Palaeotaxodonta
Палеотаксодонтові (лат. Palaeotaxodonta) — вимерлий підклас молюсок (Mollusca) класу Двостулкові (Bivalvia).

## Систематика
Надряд має 1 клас:
- Tironuculidae
  - Natasiinae
  - Tironuculinae

## Близькі таксони
- Autolamellibranchiata (syn. Lamellibranchia)
- Cryptodonta
- Isofilibranchia
- Neotaxodonta [1]